# Almut Gwiasda
Almut Gwiasda (* 27. April 1945 in Bad Essen) ist eine deutsche Politikerin (SPD) und ehemalige Abgeordnete des Hessischen Landtags.
Almut Gwiasda ist beruflich geprüfte Wohn- und Umweltberaterin und wohnt in Wehrheim. Sie ist langjährig in Umweltschutzorganisationen tätig und Ortsvorsitzende des BUND. Für die SPD war sie als Gemeindevertreterin in Wehrheim tätig. Am 12. Juli 1994 rückte sie für Herbert Günther in den Landtag nach und blieb bis zum Ende der Wahlperiode am 4. April 1995 Landtagsabgeordnete.
Almut Gwiasda ist mit dem ehemaligen Journalisten und jetzigen Holz-Künstler Peter Gwiasda (* 30. Juli 1943) verheiratet.

## Weblink
- Almut Gwiasda. Abgeordnete. In: Hessische Parlamentarismusgeschichte Online. HLGL & Uni Marburg, abgerufen am 13. Oktober 2024 (Stand 28. November 2023).

| Personendaten    | Personendaten                          |
| ---------------- | -------------------------------------- |
| NAME             | Gwiasda, Almut                         |
| KURZBESCHREIBUNG | deutsche Politikerin (SPD), MdL Hessen |
| GEBURTSDATUM     | 27. April 1945                         |
| GEBURTSORT       | Bad Essen                              |